# Мелитополь (базовый тральщик)
«Мелитополь» (U330) — советский базовый тральщик проекта 1265 (шифр «Яхонт», англ. Sonya class по классификации НАТО), 1997 года корабль противоминной обороны прибрежного плавания Военно-Морских Сил Украины. В ВМФ СССР носил название БТ-79 (с 1987 по 1992 год) — «Севастопольский комсомолец».

## Особенности проекта
Базовые тральщики проекта 1265 — специализированные корабли, предназначенные для выполнения задач противоминной обороны внешних рейдов военно-морских баз и пунктов базирования, а также отрядов боевых кораблей, конвоев, отдельных кораблей и судов в прибрежных водах путем поиска и обнаружения морских якорных и донных мин, их траления и уничтожения, а также постановки оборонных минных заграждений.
Проект 1265 года базового тральщика был разработан в 1968 году Западным проектно-конструкторским бюро в Ленинграде. Тактико-техническим задачам предусматривались два варианта тральщика - 1265П со стеклопластиковым корпусом и 1265Д с деревянным корпусом. Технический проект был выполнен и утвержден в обоих вариантах по материалу корпуса, но промышленность СССР того времени не смогла обеспечить производство стеклопластика с необходимыми характеристиками. В результате строились корабли только с деревянными корпусами, со стеклопластиковым защитным покрытием.
Боевая эффективность тральщика по сравнению с предыдущими проектами существенно возросла. Новый вид противоминного оружия, которым стали оснащать корабли этого проекта, обеспечивал поиск, обнаружение и уничтожение мин и взрывоопасных предметов впереди по курсу корабля . Такое техническое средство получило название комплексного искателя-истребителя мин (КШЗ, рус. КИУ ) КИУ-1. Кроме того, была оставлена возможность использования целой группы контактных и неконтактных тралов, а также шнуровых зарядов: глубоководных контактных тралов (ГКТ-2), поверхностных (ТС-1), акустических тралов (АТ-6), электромагнитных тралов (ПЭМТ-4, СТ-2) и др.
Морские тральщики проекта 1265 строились Петрозаводским и Владивостокским судостроительными заводами с 1972 по 1994 год. Проект 1265 стал самым многочисленным послевоенным проектом базовых тральщиков. Всего было построено около 70 кораблей данного типа.

## История корабля

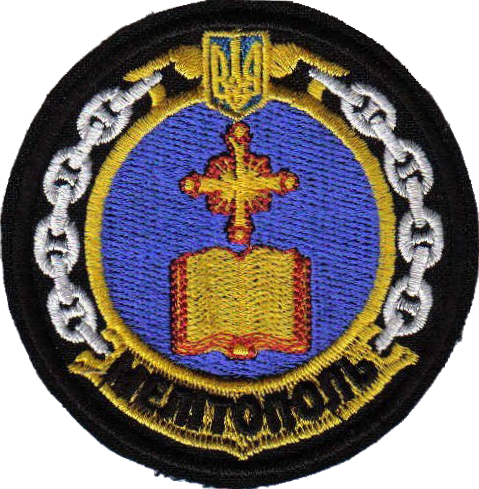
Отличительный знак (нашивка)

Морской тральщик с заводским номером 118 был заложен в эллинге судостроительного завода "Авангард" в Петрозаводске 20 сентября 1977 года. Был спущен на воду 30 ноября 1978 года. Зачислен в списки кораблей Военно-морского флота СССР 30 сентября 1979 года.
Приказом главнокомандующего ВМФ зачислен в состав Черноморского флота. Корабль входил в состав 31-го дивизиона тральщиков 68-й бригады кораблей ОВР ЧФ. В 1987 году корабль получил новое название «Севастопольский комсомолец», а 15 февраля 1992 года ему вернули его прежнее наименование — БТ-79.
В марте 1996 года корабль был передан ВМС Украины в ходе раздела Черноморского флота. 1 августа 1997 года БТ-79 вошел в состав Военно-Морских Сил Украины, где получил название «Мелитополь» в честь одноименного украинского города с присвоением бортового номера U330. Корабль неоднократно участвовал в разных международных учениях, сбор-походах кораблей ВМС Украины.
Корабль базировался в Южной военно-морской базе, пункте базирования Новоозерное. Был списан в 2013 году.

## Командиры
Кораблем командовали:
- капитан-лейтенант Невинский Андрей Владимирович;
- старший лейтенант Помазан Валерий Борисович.